# Anochetus punctaticeps
Anochetus punctaticeps é uma espécie de formiga do gênero Anochetus, pertencente à subfamília Ponerinae.